# Cel·la solar de perovskita
Una cel·la solar de perovskita és un tipus de cel·la fotoelèctrica que inclou un compost amb estructura cristal·lina de perovskita, generalment un halur d'un compost orgànic i plom o estany, com a material actiu recol·lector de llum. Aquest tipus de materials, com per exemple l'halur de metilamoni i plom, es poden produir de manera econòmica i simple.
L'eficiència de les cel·les solars fabricades amb aquests materials s'ha incrementat ràpidament des d'un 3.8% el 2009 fins a un 25.2% el 2020, fent d'aquesta tecnologia la que més ràpidament avança fins avui. La possibilitat d'aconseguir eficiències encara més altes junt amb els baixos costos de producció han fet que les cel·les solars de perovskita captin gran interès per part de la comunitat científica i d'empreses.